# Melanotrichia hanuman
Melanotrichia hanuman är en nattsländeart som beskrevs av Malicky och Chantaramongkol 1993. Melanotrichia hanuman ingår i släktet Melanotrichia och familjen Xiphocentronidae. Inga underarter finns listade i Catalogue of Life.